# 弱引力猜想
弱引力猜想（英語：weak gravity conjecture）是一个关于量子引力理论中引力的强度相比于其他规范作用力的强度的猜想。大致地说，就是在任何自洽的量子引力理论中，引力都必须是相对强度最弱的力。